# Vereniging voor Studie- en Studentenbelangen te Delft
De Vereniging voor Studie- en Studentenbelangen te Delft (VSSD) behartigt de belangen van studenten in Delft en is opgericht op 19 december 1963 te Delft als opvolger van de in een andere vorm al in 1887 opgerichte "Centrale Commissie" en de in 1945 opgerichte "Delftsche Studenten Raad". De VSSD was een van de oprichters van de Landelijke Studentenvakbond (LSVb) en is tezamen met VIDIUS studentenunie de enige bond die vanaf de oprichting onafgebroken lid is geweest.

## Vakbond
De VSSD is Nederlands grootste studentenvakbond. Zij is aangesloten bij de Landelijke Studentenvakbond en bij het Interstedelijk Studenten Overleg (ISO). De VSSD komt zowel binnen Delft als landelijk op voor de rechten van de student en daarbij van de Delftse student in het bijzonder. Belangenbehartiging gebeurt niet alleen door actieve participatie bij de landelijke bonden; vooral lokaal is de VSSD actief voor studenten. Dit gebeurt onder andere door middel van:
- Actievoeren
- Lobby
- Beleidsgroepen
- Juridisch Steunpunt
- Spandoeken
- Bakfietsverhuur
- Het uitgeven van studieboeken

## Organisatie
De VSSD wordt bestuurd door een dagelijks bestuur, dat geheel bestaat uit studenten. Dit bestuur wordt ondersteund door diverse beleidsgroepen, commissies en medewerkers. Het bestuur legt verantwoording af aan de ledenraad, de Delftsche Studentenraad (DSR).
De VSSD heeft beleidsgroepen voor diverse werkterreinen: onderwijs, huisvesting, inkomen, internationaal, HBO en maatschappij. De beleidsgroepen vormen de denktanks van de VSSD. Hier wordt nagedacht over allerlei zaken waar studenten mee te maken hebben. Deze beleidsgroepen ondernemen actie als ze vinden dat dit nodig is, of doen een project. Iedere beleidsgroep staat onder de verantwoordelijkheid van één of meerdere bestuursleden.
Commissies voeren diverse activiteiten van de vereniging uit. Enkele voorbeelden van commissies zijn: de Zoekcommissie, de Orakelredactie, de Promotiecommissie, de Verkiezingscommissie en de Commissie Digitaal.
De VSSD heeft een viertal betaalde medewerkers. De medewerkers zorgen onder andere voor de uitgeverij, de winkel, de boekhouding en de administratie.

## Ledenraad
Binnen een vereniging hebben alle leden wat te zeggen. Aangezien de VSSD ruim 3000 leden heeft, is het lastig om een algemene ledenvergadering te organiseren. In plaats daarvan kent de VSSD een ledenraad, de Delftsche Studentenraad (DSR). De DSR is het hoogste orgaan binnen de VSSD, het orgaan waaraan het dagelijks bestuur verantwoording aflegt, die het beleid van de VSSD kritisch bekijkt en die het bestuur informeert. De ledenraad wordt ieder jaar door de leden gekozen tegelijkertijd met de verkiezingen van de centrale en facultaire studentenraden. Hierbij kunnen de leden kiezen welke personen zij in de DSR willen hebben en door wie zij zich willen laten vertegenwoordigen. De ledenraad bestaat uit 13 personen en op dit moment zijn in de ledenraad twee partijen vertegenwoordigd, te weten Don Quichotte en Betrokken Actieve Student (BAS). De DSR komt zes keer per jaar bijeen.

## Activiteiten
Naast de uitgave en verkoop van studieboeken organiseert de VSSD allerlei activiteiten.
De VSSD zorgt voor discussie. Dit gebeurt door middel van bijvoorbeeld opiniestukken in de media, een dies-debat, de uitreiking van een "worst-teacher-award" voor de universitaire docent met het slechtste Engels en allerlei andere ludieke acties.
De VSSD zorgt voor voorlichting aan studenten. Voor nieuwe studenten worden er de KamerZoekDagen gehouden. Studenten worden jaarlijks gewezen op de brandveiligheid van hun studentenhuis. Verder is er een steunpunt voor studenten met problemen met hun studie, huisbaas of studiefinanciering. Ook geeft de VSSD regelmatig folders en ander informatiemateriaal uit. De VSSD stelde vroeger het Poenboek samen, waar zelfs ambtenaren op teruggrepen als ze niet meer snapten hoe de studiefinanciering werkte, en beheerde de Poensite.
De VSSD verzorgt diverse diensten. Zo kunnen studenten bij de VSSD terecht voor kantoorbenodigheden, een bakfiets huren en spandoek schilderen. Daarnaast werden er vroeger verzekeringen, computers en vele andere nuttige producten voor voordelige prijzen aangeboden.
Ten slotte overlegt het bestuur van de VSSD regelmatig met diverse gremia binnen Delft. Enkele overlegpartners zijn het College van Bestuur van de TU Delft, Studentenhuisvester DUWO, de studentenraad, studie- en studentenverenigingen en de gemeente (in het bijzonder met studentenpartij STIP).

## Bekende bestuursleden of betrokkenen
- Diederik Samsom
- Rik Grashoff